# Spoorlijn Lewedorp - Vlissingen Sloehaven
De Nieuwe Sloelijn is een spoorlijn bestemd voor goederenvervoer tussen de Zeeuwse lijn (spoorlijn tussen Roosendaal en Vlissingen) en het Sloegebied. Deze spoorlijn (Nieuwe Sloelijn) vervangt de Oude Sloelijn die te dicht langs bebouwing van Heinkenszand liep en veel gelijkvoerse kruisingen had. De oude lijn is in februari 2009 opgebroken. De nieuwe lijn heeft, in tegenstelling tot de oude, ongelijkvloerse kruisingen (zoals het Mallardviaduct over de A58) en is geëlektrificeerd.
Het nieuwe tracé zou in eerste instantie in 2007 in gebruik worden genomen, maar dit werd wegens vertraging (wegens de vondst van een vliegtuigbom uit de Tweede Wereldoorlog) uitgesteld tot medio 2008. Op 22 september 2008 reed de eerste trein over de Nieuwe Sloelijn, die op 29 september 2008 officieel geopend werd door minister Eurlings.